# Alzina Martina
El mas Alzina Martina fou una masia del terme de Monistrol de Calders, al Moianès.
El seu emplaçament era a prop i a llevant de Mussarra, al costat nord-oest d'on ara hi ha el portal d'accés al camí que duu al mas Mussarra des del camí que ressegueix el Serrat de Mussarra. Era al costat de ponent dels Camps del Casalot, que són l'antiga quintana del mas.
Al segle xviii ja constava com a mas rònec. Pertanyia a la unitat eclesiàstica a l'entorn de Sant Pere de Mussarra.